# إدوين دانيال
إدوين دانيال (بالإسبانية: Edwin Daniel)‏ هو رسام مكسيكي، ولد في 1981، وتوفي في 2008.